# 吉韦雷族
吉韦雷族（Jiwére）曾是今美国境内的主要土著民族之一，今已沦为美国中西部的原住民。吉韦雷语是苏族语的分支之一，由吉韦雷族本部与密苏里部、爱荷华部共用。
历史上吉韦雷族在是Central平原密苏里河畔过半游猎生活，其领地在今Nebraska, Kansas, IowaMissouri等州境内。农耕时定居于elm-bark lodges，游猎时居于梯皮迁徙。他们常常离开村落围捕野牛。在欧洲殖民者引入马匹等亚欧大陆生物后，吉韦雷族冬季转为游牧。